# Medaglia di Amílcar Cabral
La medaglia di Amílcar Cabral è un'onorificenza della Guinea-Bissau. È intitolata ad Amílcar Cabral, patriota e politico guineese.
L'onorificenza è conferita alle personalità che hanno contribuito alla nascita e poi alla crescita della Guinea-Bissau. Possono essere insigniti dell'onorificenza cittadini guineensi e stranieri; a questi ultimi la medaglia può essere assegnata anche postuma.
La medaglia ha la forma di una stella a cinque punte circondata da un cerchio; al centro della stella c'è l'immagine di Amílcar Cabral. Il nastro è composto da tre strisce di uguali dimensioni di colore rosso, giallo e verde.
La Medaglia di Amílcar Cabral non va confusa con l'Ordine di Amílcar Cabral, onorificenza di Capo Verde; il presidente brasiliano Lula da Silva ha ricevuto entrambe le onorificenze, quella di Capo Verde nel 2004 e quella della Guinea Bissau nel 2010.